# رشتاری
رشتاری (به لاتین: Rešetari) یک منطقهٔ مسکونی در کرواسی است که در شهرستان برود-پوساوینا واقع شده‌است. رشتاری ۵۹٫۴۲ کیلومتر مربع مساحت و ۴٬۷۵۳ نفر جمعیت دارد.